# Црна Гора: Подељена земља
Црна Гора: Подељена земља (енгл. Montenegro: A Land Divided) канадско-српски је документарни филм из 2021. године, у режији Бориса Малагурског. Теме филма су: националне поделе у Црној Гори, промена идентитета, напади на Српску православну цркву и власт Мила Ђукановића. Филм је снимљен уз благослов упокојеног Митрополита црногорско-приморског Амфилохија Радовића.

## Радња
Филм представља причу о подељеној земљи на обалама Јадранског мора, од херојске прошлости до турбулентне садашњости, у нади да ће доћи до одговора на питање ко профитира од подела у Црној Гори. Филм укључује последњи интервју са Митрополитом Амфилохијем и ексклузивне интервјуе са премијером Црне Горе Здравком Кривокапићем, академиком Матијом Бећковићем и многим другима.

## Цензура
Малагурски је бесплатно понудио Радио-телевизији Црне Горе да емитује овај филм на Божић 2022. године, али овај медиј је то одбио.